# Luterański Kościół Chrystusowy w Nigerii
Luterański Kościół Chrystusowy w Nigerii (The Lutheran Church of Christ in Nigeria) – największy luterański Kościół w Nigerii. Powstał w 1956 roku, z misji Mission Afrika. W 2015 roku Kościół liczył 2 200 000 wiernych, w ponad 2400 zborach. Kościół należy do: Światowej Federacji Luterańskiej, Chrześcijańskiego Stowarzyszenia Nigerii i Wspólnoty Kościołów Chrystusowych w Nigerii.